# Estación de Lachen
La estación de Lachen es la principal estación ferroviaria de la comuna suiza de Lachen, en el Cantón de Schwyz.

## Historia y ubicación
La estación se encuentra ubicada en el suroeste del núcleo urbano de Lachen. Fue inaugurada en 1875 con la apertura de la línea férrea que recorre la margen izquierda del Lago de Zúrich, Zúrich - Pfäffikon SZ - Ziegelbrücke/Näfels-Mollis por parte del Schweizerischen Nordostbahn (NOB). Cuenta con un único andén central, al que acceden dos vías pasantes, a las que hay que sumar la existencia de otra vía pasante más. Actualmente la estación tiene un edificio de reciente construcción que ha reemplazado al original.
En términos ferroviarios, la estación se sitúa en la línea Zúrich - Pfäffikon SZ - Ziegelbrücke, conocida como la línea de la margen izquierda del Lago de Zúrich. Sus dependencias ferroviarias colaterales son la estación de Altendorf hacia Zúrich y la estación de Siebnen-Wangen en dirección Ziegelbrücke.

## Servicios ferroviarios
Los servicios ferroviarios de esta estación están prestados por SBB-CFF-FFS:

### Regional
- RE Zúrich - Pfäffikon SZ - Ziegelbrücke – Glaris – Schwanden – Linthal.[1] Varios trenes al día de este servicio efectúan parada en la estación.

### S-Bahn Zúrich
La estación está integrada dentro de la red de trenes de cercanías S-Bahn Zúrich, y en la que efectúan parada los trenes de varias líneas pertenecientes a S-Bahn Zúrich:
- S 2 Effretikon – Zúrich Aeropuerto – Zúrich HB – Pfäffikon SZ – Ziegelbrücke
- S 25 Zúrich HB – Pfäffikon SZ – Ziegelbrücke – Glaris – Schwanden - Linthal
- S N8 Zúrich HB – Pfäffikon SZ – Lachen